# Memory of a Free Festival
Memory of a Free Festival is een nummer van de Britse muzikant David Bowie, uitgebracht als single in 1970.
Het nummer werd voor het eerst opgenomen in september 1969 als afsluiter van Bowie's tweede naar zichzelf vernoemde album. In maart en april 1970 werd het nummer opnieuw opgenomen op advies van Mercury Records, dat dacht dat het nummer een betere single zou zijn dan "The Prettiest Star", wat eerder in het jaar werd uitgebracht. Bowie en producer Tony Visconti hakten het nummer in tweeën en namen beide helften opnieuw op zodat ze konden functioneren als individuele nummers. Deze versie was ietwat meer rock-georiënteerd en markeerde het debuut van gitarist Mick Ronson en drummer Mick "Woody" Woodmansey bij de band van Bowie, het begin van de line-up die vanaf The Man Who Sold the World zouden fungeren als de band van Bowie, The Spiders from Mars.
Het nummer was geschreven als hommage aan het Free Festival, georganiseerd door het Beckenham Arts Lab in augustus 1969. Het nummer werd in juni 1970 in de Verenigde Staten uitgebracht, maar was commercieel onsuccesvol; slechts een paar honderd kopieën werden verkocht. In het Verenigd Koninkrijk kende de single ook geen succes.

## Tracklijst
- Beide nummers geschreven door David Bowie.

1. "Memory of a Free Festival Part 1" - 3:59
2. "Memory of a Free Festival Part 2" - 3:31

## Muzikanten
- David Bowie: zang, akoestische gitaar, orgel
- Marc Bolan: leadgitaar, achtergrondzang
- Mick Ronson: slaggitaar, achtergrondzang
- Tony Visconti: basgitaar, achtergrondzang, productie
- Mick "Woody" Woodmansey: drums, achtergrondzang